# Skampall

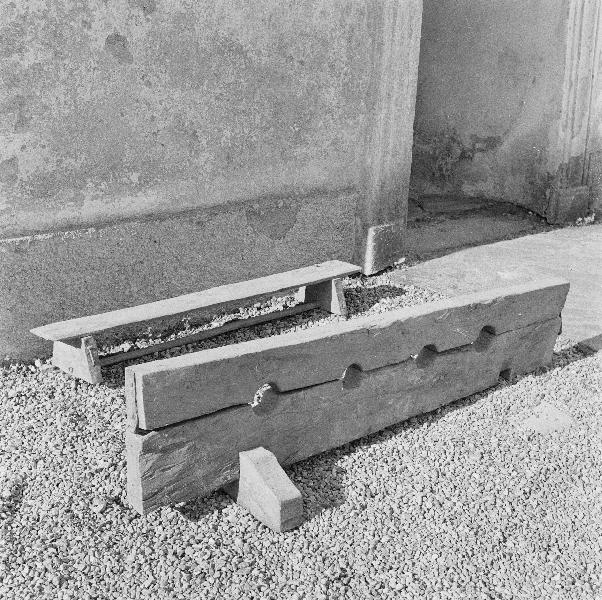
Pliktpall och straffstock vid Lohärads kyrka.

Skampall (Pliktpall) var tidigare en upphöjd plats i kyrkan avsedda för personer som dömts till dödsstraff men senare benådats, eller som straffats för stöld, otukt eller liknande brott och samtidigt dömts till uppenbar kyrkoplikt. Där tvingades de stå under högmässan, en eller flera söndagar i följd. 
Bestraffningsformen reglerades i 1686 års kyrkolag, 9 kap., samt genom ett kungligt brev den 20 december 1737 och en kunglig förklaring den 23 mars 1807. 
Användningen avskaffades tillsammans med andra skamstraff år 1855.